# Campionato italiano di scacchi per corrispondenza
I Campionati italiani di scacchi per corrispondenza vengono organizzati annualmente dall'ASIGC, Associazione Scacchistica Italiana Giocatori per Corrispondenza.
Sono suddivisi in campionati di categoria (in base al punteggio Elo degli scacchisti), femminili e assoluti.
Si svolgono con fasi eliminatorie che determinano i partecipanti alla finale.
Il vincitore della finale del campionato assoluto acquisisce il titolo di campione italiano assoluto di scacchi per corrispondenza.

## Albo d'oro campionato italiano assoluto
| Edizione | Concluso nel | 1º                             | 2º                                                                          | 3º |
| -------- | ------------ | ------------------------------ | --------------------------------------------------------------------------- | --- |
| I        | 1941         | Mario Napolitano               | Lucio Del Vecchio                                                           | Vincenzo Castaldi |
| II       | 1947         | Mario Napolitano               | Mario Quaranta                                                              | Stefano Rosselli del Turco |
| III      | 1951         | Domenico Postpischl            | Ignazio Fiore                                                               | Paolo Musolino |
| IV       | 1952         | Lucio Del Vecchio              | Antonio Magrin                                                              | Antonino Casciano |
| V        | 1953         | Lucio Del Vecchio              | Mario Giacomelli                                                            | Ignazio Fiore |
| VI       | 1954         | Ferruccio Castiglioni          | Lucio Del Vecchio                                                           | Ignazio Fiore |
| VII      | 1955         | Angelo Giusti                  | Lucio Del Vecchio                                                           | Paolo Cipriani |
| VIII     | 1956         | Vincenzo Castaldi              | Giorgio Porreca                                                             | Ferruccio Castiglioni |
| IX       | 1957         | Giorgio Porreca                | Angelo Giusti                                                               | Ferruccio Castiglioni |
| X        | 1958         | Edoino Busetto                 | Angelo Giusti                                                               | Ferruccio Castiglioni |
| XI       | 1959         | Luciano Lilloni                | Antonio Magrin                                                              | Giuseppe Lucidi |
| XII      | 1960         | Luciano Lilloni                | Bruno Bertolasi                                                             | Angelo Giusti |
| XIII     | 1961         | Geremia Lodi                   | Achille Graziani                                                            | Fiorentino Palmiotto |
| XIV      | 1962         | Sergio Bianchi                 | Fiorentino Palmiotto                                                        | Carlo Bologni |
| XV       | 1963         | Dante Pasqua                   | Guido Cappello                                                              | Tito Vespa |
| XVI      | 1964         | Fiorentino Palmiotto           | Arcangelo Grassia                                                           | Bruno Pergoli |
| XVII     | 1965         | Roberto Primavera              | Luigi Crippa                                                                | Giorgio Galardini |
| XVIII    | 1966         | Giorgio Porreca                | Ugo Tardivello                                                              | Roberto Primavera |
| XIX      | 1967         | Giorgio Porreca                | Roberto Primavera                                                           | Fiorentino Palmiotto |
| XX       | 1969         | Giorgio Porreca                | Salvatore Scalisi                                                           | Paolo Musolino |
| XXI      | 1971         | Giorgio Porreca                | Paolo Musolino                                                              | Fiorentino Palmiotto |
| XXII     | 1972         | Giorgio Porreca                | Nicola Lapacciana                                                           | Fiorentino Palmiotto |
| XXIII    | 1973         | Giorgio Porreca                | Ruggiero Capuano                                                            | Enrico Montanelli |
| XXIV     | 1974         | Claudio Cangiotti              | Giorgio Porreca                                                             | Gaetano Corleo |
| XXV      | 1975         | Giorgio Baiocchi               | Giovanni Prestigiacomo                                                      | Paolo Musolino |
| XXVI     | 1976         | Renato Adinolfi                | Giorgio Gasser                                                              | Giorgio Baiocchi |
| XXVII    | 1977         | Fabio Finocchiaro              | Paolo Musolino                                                              | Floro Roselli |
| XXVIII   | 1978         | Paolo Bassoli                  | Gilberto Contento                                                           | Gino Celli |
| XXIX     | 1979         | Fabio Finocchiaro              | Antonio Pipitone                                                            | Franco Miriello |
| XXX      | 1981         | Mauro Berni                    | Ugo Fremiotti                                                               | Andrea Drei |
| XXXI     | 1981         | Valerio Conti                  | Emilio Stassi                                                               | Alan Mauro |
| XXXII    | 1983         | Mario Damele                   | Marco Venturino                                                             | Mauro Berni |
| XXXIII   | 1984         | Maurizio Tirabassi             | Valerio Conti                                                               | Guido Carlo Guidi |
| XXXIV    | 1985         | Marco Venturino                | Maurizio Tirabassi                                                          | Giuseppe Crispino |
| XXXV     | 1987         | Maurizio Tirabassi             | Samuele Tullio Pizzuto                                                      | Guido Carlo Guidi |
| XXXVI    | 1988         | Domenico Valeriani             | Giuseppe Poli                                                               | Giuseppe Crispino |
| XXXVII   | 1989         | Giampiero David                | Elio Troia                                                                  | Claudio Gatto |
| XXXVIII  | 1990         | Samuele Tullio Pizzuto         | Giampiero David                                                             | Luigi Barbafiera |
| XXXIX    | 1991         | Vittorio Piccardo              | Giampiero David                                                             | Giuseppe Crispino |
| XL       | 1992         | Giampiero David                | Alessandro Miotto                                                           | Claudio Gatto |
| XLI      | 1993         | Angelo Peluso                  | Alessandro Miotto                                                           | Michele Petrillo |
| XLII     | 1994         | Adolfo Sonzogno                | Alberto Colombo                                                             | Salvatore Amoribello |
| XLIII    | 1995         | Alberto Colombo                | Adolfo Sonzogno                                                             | Massimo De Blasio |
| XLIV     | 1996         | Michele Petrillo               | Adolfo Sonzogno                                                             | Angelo Peluso |
| XLV      | 1997         | Giampietro Calzolari           | Franco Landolfi                                                             | Adolfo Sonzogno |
| XLVI     | 1998         | Giorgio Luigi Grasso           | Franco Landolfi                                                             | Alberto Colombo |
| XLVII    | 1999         | Michele Petrillo               | Giampiero Marturano                                                         | Fabio Frilli |
| XLVIII   | 2000         | Elio Vassia                    | Giampietro Calzolari                                                        | Giampiero David |
| XLIX     | 2001         | Giampietro Calzolari           | Fulvio Cilento                                                              | Franco Landolfi |
| L        | 2002         | Gianfranco Massetti            | Sante Giuliani                                                              | Riccardo Marini |
| LI       | 2003         | Enrico Borroni                 | Livio Olivotto                                                              | Giorgio Baiocchi |
| LII      | 2004         | Stefano Moncher                | Mario Mattia Boccia                                                         | Maurizio Sampieri |
| LIII     | 2005         | Riccardo Marini                | Giorgio Baiocchi                                                            | Ettore D'Adamo |
| LIV      | 2006         | Eros Riccio                    | Giovanni Lava                                                               | Umberto Pannullo |
| LV       | 2007         | Alberto Dosi                   | Giorgio Ruggeri Laderchi                                                    | Giovanni Lava |
| LVI      | 2008         | Francesco De Filippis          | Nicola Latronico                                                            | Roberto Cerrato |
| LVII     | 2009         | Eros Riccio                    | Mauro Petrolo                                                               | Giuseppe Pezzica |
| LVIII    | 2010         | Mauro Petrolo                  | Riccardo Marini                                                             | Mario Mattia Boccia |
| LIX      | 2011         | Mauro Petrolo                  | Eros Riccio                                                                 | Fabio Andrea Tomba |
| LX       | 2012         | Mauro Petrolo                  | Nicola Latronico                                                            | Francesco De Filippis |
| LXI      | 2013         | Eros Riccio                    | Giuseppe Pezzica                                                            | Giorgio Gerola |
| LXII     | 2014         | Gianluca Cremasco              | Roberto Cerrato                                                             | Mario Mattia Boccia |
| LXIII    | 2015         | Dino Secchi                    | Nicola Latronico                                                            | Vincenzo Dell'Isola |
| LXIV     | 2016         | Giorgio Baiocchi               | Gianluca Cremasco                                                           | Gaetano Laghetti |
| LXV      | 2017         | Tiziano Mosconi                | Mattia Mario Boccia                                                         | Marco Sgherri |
| LXVI     | 2017         | Tiziano Mosconi                | Giorgio Bellegotti                                                          | Vincenzo Rezzuti |
| LXVII    | 2019         | Tiziano Mosconi                | Gaetano Laghetti                                                            | Giorgio Bellegotti |
| LXVIII   | 2020         | Gaetano Laghetti               | Oliverio Ruggeri & Nicola Latrónico                                         | |
| LXIX     | 2020         | Florian Gatterer               | Giorgio Bellegotti, Andrea Grammatica e Vincenzo Rezzuti                    | |
| LXX      | 2022         | Florian Gatterer               | Roberto Ducci                                                               | Gaetano Compagnone, Gianluca Cremasco, Giorgio Baiocchi e Vincenzo Rezzuti                                                                                        |
| LXXI     | 2022         | Sandro Necchi                  | Salvatore Giannetto                                                         | Giovanni Galliano, Giorgio Baiocchi, Florian Gatterer, Vincenzo Rezzuti, Gaetano Compagnone, Gianmario Parisi, Giancarlo Gervasi, Riccardo Gueci & Mauro Catozzi  |
| LXXII    | 2023         | Salvatore Giannetto            | Giorgio Baiocchi, Andrea Grammatica, Juan Andrés Enricci e Vincenzo Rezzuti | |
| LXXIII   | 2024         | Massimiliano Massimini Gerbino | Giuseppe Armani                                                             | Oliviero Ruggieri, Florian Gatterer, Salvatore Giannetto, Mauro Catozzi, Marco Alemanni, Gaetano Laghetti, Mauro Marchisotti, Juan Andrés Enricci, Massimo Bonade |

Classifica per vittorie
| Numero Vittorie | Giocatore |
| --------------- | --- |
| 7               | Giorgio Porreca |
| 3               | Mauro Petrolo, Eros Riccio, Tiziano Mosconi |
| 2               | Mario Napolitano, Lucio Del Vecchio, Luciano Lilloni, Fabio Finocchiaro, Maurizio Tirabassi, Giampiero David, Michele Petrillo, Giampietro Calzolari, Giorgio Baiocchi, Florian Gatterer |

Classifica per podi
| Numero Podi | Giocatore                                           |
| ----------- | --------------------------------------------------- |
| 9           | Giorgio Porreca                                     |
| 8           | Giorgio Baiocchi                                    |
| 6           | Fiorentino Palmiotto                                |
| 5           | Lucio Del Vecchio, Paolo Musolino & Giampiero David |

## Albo d'oro campionato italiano femminile
- I. 1975 - Vittoria Della Maggiore
- II. 1976 - Maria Mungai
- III. 1977 - Maria Luisa Wolf
- IV. 1978 - Maria Saba
- V. 1979 - Maria Mungai
- VI. 1981 - Elizabetta Palmiotto
- VII. 1982 - Elena Bencini
- VIII. 1982 - Sonia Marinelli
- IX. 1984 - Alda Granatelli
- X. 1985 - Maria Teresa Gervasi
- XI. 1986 - Alda Granatelli
- XII. 1986 - Maria Mungai
- XIII. 1988 - Stella Miranda
- XIV. 1988 - Laura Tamborini
- XV. 1990 - Laura Tamborini
- XVI. 1991 - Elena Bencini
- XVII. 1996 - Annamaria Pronio

- XVIII. 1996 - Laura Tamborini
- XIX. 1996 - Maria Angela Fonio
- XX. 1996 - Luz Marina Tinjacá
- XXI. 1998 - Luz Marina Tinjacá
- XXII. 1999 - Luz Marina Tinjacá
- XXIII. 2000 - Francesca Capuano, Luz Marina Tinjacá
- XXIV. 2002 - Francesca Capuano
- XXV. 2004 - Laura Piazza
- XXVI. 2009 - Luz Marina Tinjacá
- XXVII. 2008 - Luz Marina Tinjacá
- XXVIII. 2010 - Andreina Colucci
- XXIX. 2012 - Susanna Carbone
- XXX. 2012 - Chiara Bartalini
- XXXI. 2012 - Katia Grossi
- XXXII. 2014 - Chiara Bartalini
- XXXIII. 2019 - Carlotta Secondi, Sharon Glover
- XXXIV. 2021 - Cinzia Colotti
- XXXV. 2022 - Cinzia Colotti